# Legión portuguesa (guerras napoleónicas)
La Legión portuguesa (francés: Légion portugaise, portugués: Legião Portuguesa) fue un cuerpo de 9000 hombres integrado en los ejércitos imperiales de Napoleón, formado después de la ocupación de Portugal por parte del ejército del general Junot, en 1807.

## Historia
La Legión fue creada por orden de Napoleón el 12 de noviembre de 1807. La organización empezó en febrero de 1808, con las mejores unidades del deshecho Ejército portugués, incluyendo la Legión de élite de Tropas Ligeras. La legión dejó Salamanca en abril de 1808, cruzando España, hasta llegar a Francia. Durante el cruce de España, muchos legionarios desertaron, regresando a Portugal, uniéndose a la resistencia portuguesa contra la ocupación francesa.
Al servicio de Napoleón, la Legión portuguesa luchó en las campañas de Alemania, Austria y Rusia, sufriendo grandes bajas. Estuvo presente en las batallas de Wagram, Smolensk, Vitebsk y Borodinó (Moscú). Siendo altamente consideradas por Napoleón, las tropas de la Legión fueron nombradas por él como la "Infantería Negra".
La Legión se disolvió el 5 de mayo de 1814, y solo unos 1000 de sus soldados sobrevivieron y regresaron a Portugal.

## Organización
La Legión portuguesa se organizó como una división, que originalmente incluía:
- Cinco regimientos de infantería ligera
- Un batallón de chasseurs à pied
- Tres regimientos de chasseurs à cheval
- Una batería de artillería
- Un batallón de infantería de intendencia
- Un escuadrón de caballería de intendencia

Para la campaña de 1809, se creó la 13.ª Semi-Brigada de la élite, con tres batallones, hechos de elementos de los varios regimientos de infantería de la Legión. La 13° semi-brigada era parte del cuerpo de Oudinot. 
En 1811, la Legión portuguesa fue reorganizada en:
- Tres regimientos de infantería
- Un regimiento de chasseurs à cheval
- Un batallón de intendencia

En 1813, luego de sufrir numerosas bajas, los restos de la Legión se organizaron como:

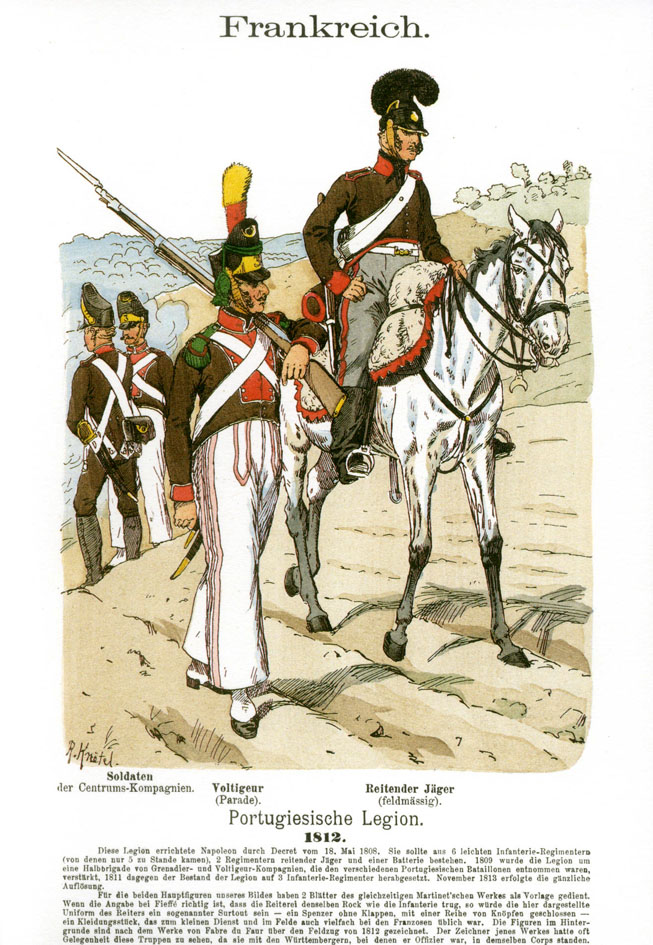
Soldados de la legión portuguesa

- Un batallón de guerra
- Un batallón de intendencia

## Batallas destacadas
- Batalla de Wagram (1809)
- Batalla de Smolensk (1812)
- Batalla de Vitebsk (1812)
- Batalla de Borodinó (Moscú,1812)